# Feria del Sol
Feria Del Sol (Sluneční veletrh) nebo Carnaval Taurin de America je mezinárodní kulturní festival, který se koná ve městě Mérida ve Venezuele každý rok v únoru. Festival Feria se koná současně s karnevalovými hody. Konají se zde býčí zápasy, kulturní výstavy, komerční a zootechnické výstavy, koncerty , přehlídky, sportovní události a volba La Reina Del Sol (Královna slunce).

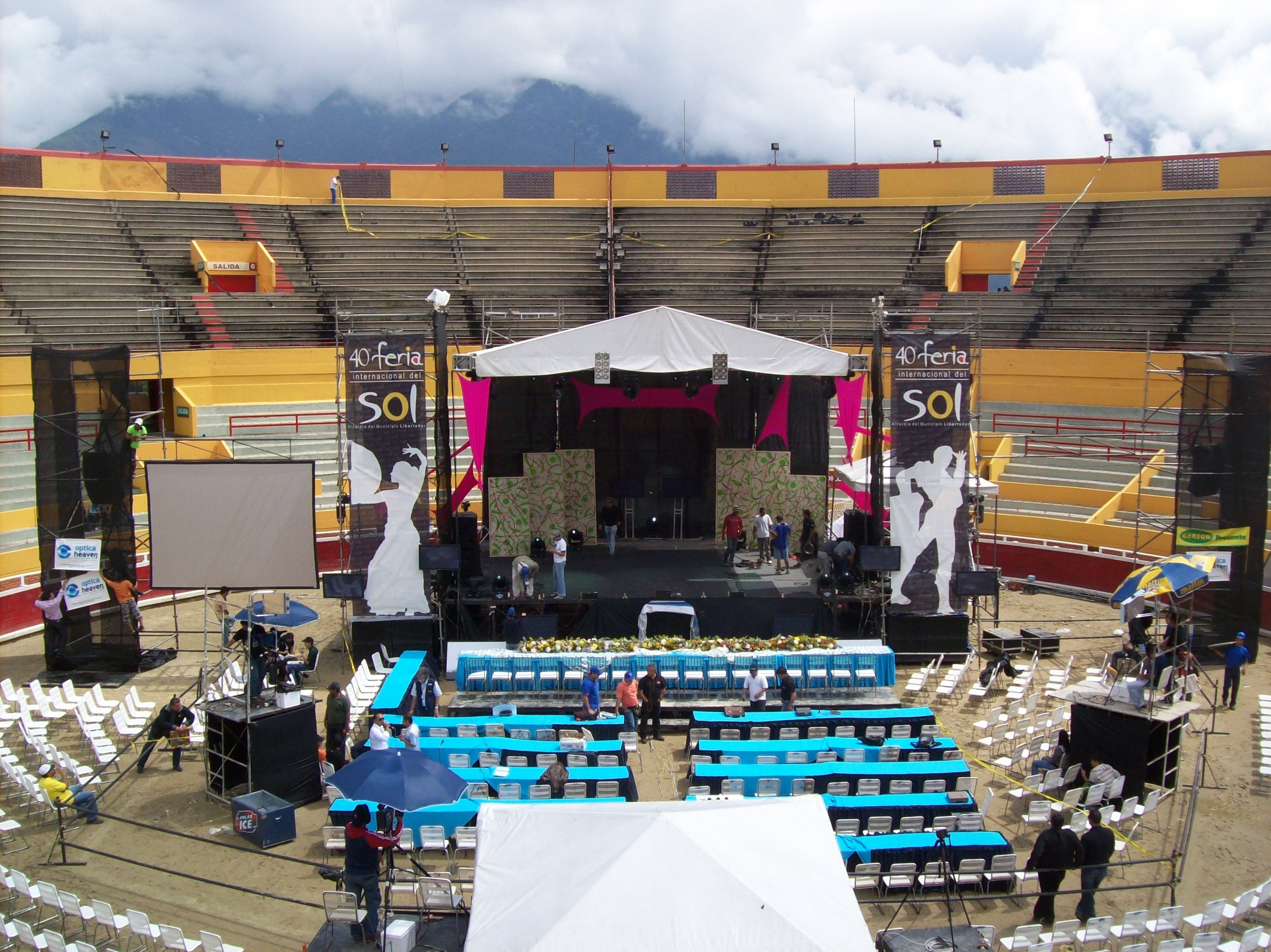
Circo Monumentál Mérida, centrum soutěže Královna slunce (Reina del Sol)